# يهوآحاز ملك إسرائيل
يهوآحاز ملك إسرائيل (بالعبرية: יְהוֹאָחָז) هو ملك مملكة إسرائيل الشمالية، وابن الملك ياهو، حكم لمدة 17 سنة.
أرخ ويليام أولبرايت حكمه من 815 إلى 801 قبل الميلاد، في حين أرخ إدوين ثيلي حكمه من 814 إلى 798 قبل الميلاد. تم العثور على ختم يعود إلى نهاية القرن السابع قبل الميلاد مع نقش «يهوآحاز ابن الملك».
يذكر سفر الملوك الثاني أنه «فعل الشر في عيني الرب»، وأن أتباعه اتبعوا الممارسات الدينية لبيت يربعام، والتي شملت عبادة صنم عشيره في السامرة. وانتصر يهوآحاز على الملوك الآراميين: حزائيل وبن حداد، وهُزم الآراميون، لكن تقلص عدد جيشه إلى 50 فرسان و 10 مركبات وعشرة آلاف جندي مشاة.